# Лихачов Кузьма Васильович
Кузьма Васильович Лихачов (1891 — 1968, місто Москва, тепер Російська Федерація) — радянський діяч, голова Ізюмського окрвиконком. Член ВУЦВК.

## Життєпис
Працював робітником у місті Воронежі.
Член РКП(б) з 1918 року.
З 1918 року служив у Червоній армії, учасник громадянської війни в Росії. У 1919 році — командир бронепоїзду РСЧА «Карл Лібкнехт» у групі військ Київського напрямку.
У 1926 — листопаді 1928 року — голова виконавчого комітету Ізюмської окружної ради.
Подальша доля невідома.
Помер у 1968 році. Похований на Новодівочому цвинтарі Москви.